# 神州不滅
神州不滅（日语：しんしゅうふめつ）的意思是「神州是不滅（永存）的」，在日本他的源頭被認為是水戶學的尊王論等，特別是從昭和到太平洋戰爭結束爲止，作爲軍部的口號被使用。

## 历史

### 江户时代
江戶時代末期，藤田東湖稱其爲「神州何君，萬古仰天皇」，「支那」是以革命爲主體的國家，有王朝交替，所以「精神觀念」也有變動，但日本擁有萬世一系的皇室，永遠不變，所以「精神觀念」也沒有變動，這就是日本民族的特徵。藤田東湖認爲，「正氣」一般是道義上的，特殊上是忠義的，而且彙集了「正氣」精髓的「神國日本」的皇風向世界擴散，皇室的御聖德也等於太陽。藤田東湖的《正氣歌》對吉田松陰和明治的廣瀨武夫也產生了影響。平田篤胤的思想與水戶學的勤皇思想相結合，在幕末掀起了「神州不滅」的思想。

### 明治以后
大日本帝国宪法规定，日本由萬世一系的所统治，天皇是神圣的。
直到昭和及太平洋戰爭結束爲止，軍部還廣泛使用了「神國日本」、「神州不滅」等具有民族主義、精神主義、宗教等傾向的口號。另外，作爲「神州不滅」的理由，日本是神國，國家危機時與元寇一樣，會刮神風，還組織了神風特別攻擊隊。
戰局陷入絕望的1944年以後，「國體守護」成爲政府和軍部最重要的課題。1945年8月15日玉音廣播中使用的《大東亞戰爭終結詔書》中記載了「神州之不滅信」相信神州的不滅）。另外，阿南惟幾在遺書中記載了「確信神州不滅」。
在 1945 年的日本宪法中，天皇被定义为「国家的象征」，并没有提及天皇的连续继承或神圣性。

## 批评
神風特攻的飛行員，吉田節恆在日記中寫道：「德國投降、意大利被淘汰後，日本孤軍奮戰，與全世界作戰的情況下真的可以說日本不敗、神州不滅嗎？」
佐藤友之在著作中寫道，「神州之不滅」原封不動地與天皇神話相聯繫，天皇制維持於臣民的犧牲之上，因國家權力的運用而被強行引入幻想中的臣民遭受了巨大的犧牲。
荻野貞樹在著作中介紹了多田南嶺引用日本書紀批評日本神道學者「並非只有我們大日本才是神國」的事情，並寫道：「日本的右翼只有日本是神州，左翼說日本不是神州，但各民族都有神話，各自都是神國。」